# Alam Jaya (Timang Gajah)
Alam Jaya is een bestuurslaag in het regentschap Bener Meriah van de provincie Atjeh, Indonesië. Alam Jaya telt 334 inwoners (volkstelling 2010).